# Газолин
Газолин или газовый бензин (по российской дореволюционной номенклатуре — «риголен» или «петролейный эфир») (от Франц. Gasoline) — наиболее летучие, не растворимые в воде жидкие углеводороды, удельного веса от 0,6 до 0,68 (от 100 до 75° Боме), входящие в состав нефти и способные с большой лёгкостью переходить в парообразное состояние, что зависит именно от низкой температуры их кипения, составляющей около 30—70°С.
Такие же углеводороды, но имеющие в среднем высшую температуру кипения, называются бензином. Однако, в продажном бензине всегда содержится некоторое количество газолина. В состав его входят преимущественно пентан C₅H₁₂ и гексан, С₆Н₁₄.

## Описание
Газолин получают при дробной перегонке, как наиболее лёгкая фракция нефти.
Газолин применяется не только, подобно бензину, для растворения (извлечения) различных маслянистых, смолистых и др. органических веществ, но также для карбюрирования (см. тж. Водяной газ) светильного газа и особенно карбюрирования воздуха. Эти последние применения газолина основываются на том, что пары газолина легко образуются, то есть он легко переходит в газообразное состояние (откуда происходит и самое название), и на том, что пары его горят ярко светящимся пламенем тогда, когда смешаны с воздухом, ибо содержат сравнительно много углерода.
В простейшем виде освещение таким газом, образованным из смеси паров газолина с воздухом, столь легко производится, что было распространено в конце XIX—начале XX века.
В США термином газолин (англ. gasoline или gas) обозначают обычный автомобильный бензин.

## Газовое освещение
В высокой части здания, например, летом прямо на чердаке или около потолка в комнате, помещали сосуд с газолином (который или сразу наливался, или постепенно притекал из тонкого отверстия воронки с краном), устроив так, чтобы поверхность его испарения была велика (например, вкладывая губку или устраивая ряд поверхностей, по которым стекает газолин) и из этого сосуда отводили вниз трубки, кончающиеся обыкновенными газовыми горелками с надлежащими (по силе желаемого света) отверстиями.
Если в сосуде будет находиться газолин, то он испаряется, пары смешиваются с воздухом и, будучи тяжелее его, сами опускаются по трубам, а, выходя из горелок, могли быть зажжены и гореть ярким белым пламенем (объём карбюрированного воздуха равен сумме объёмов воздуха и паров газолина, но через испарение газолина температура понижается, из-за чего объём воздуха сокращается. Эта смесь не взрывоопасна, вследствие избытка горючего пара (см. Газовые взрывы)).
Из-за лёгкости этого приёма получения горючего газа было изобретено множество специальных приборов для освещения с помощью газолина. И хотя освещение было безопасно при надлежащем уходе и соответственных качествах газолина, его распространение было ограниченным, во-первых, ввиду большой огнеопасности обращения с газолином и вообще с летучими частями нефти, а во-вторых (и это трудно устранимо), вследствие того, что при испарении более летучие части газолина выделяются ранее остальных частей, и потому содержание горючих паров в воздухе изменяется, что влечёт за собою неравномерность горения и трудность регулирования степени яркости пламени.
Это удалось преодолеть только увеличением количества горелок при постоянном приливании газолина в сосуд, где он вполне испаряется. Тем не менее, там (особенно вблизи от заводов, добывающих газолин, бензин и т. п.), где легко иметь газолин по низким ценам (он так легко летуч, что его далёкая перевозка затруднительна) и нет обыкновенного газа, поныне применяют освещение карбюрированным воздухом. Газолин, как и все продукты перегонки нефти, носит сверх этого множество различных иных названий (лигроин, нефтяной эфир и т. п.); но иногда этим особым названиям придают и специальные значения, смотря по различию свойства и состава. Такое обстоятельство зависит от того, что газолин не составляет определённого вещества, а смесь разных легко летучих углеводородов, перегоняемых из бензина, а потому, смотря по содержанию тех или иных (С4Н10, С5Н12, С6Н14 и С7Н16, также С6 Н12 и т. п.) и по относительной пропорции, свойства (уд. вес, летучесть и др.) смеси могут значительно изменяться.

## Различные углеводороды
В Америке отличали от бензина:
1. цимоген (cymogene), сгущаемый только при сильном охлаждении и сдавливании, имеющий температуру кипения около 0°С и применяемый лишь для охлаждений;
2. риголен (rhigolene), кипящий около 15 — 20°С, уд. веса около 0,61, применяется в медицине, как анестезирующее средство (подобно хлороформу), содержит преимущественно С4Н10;
3. нефтяной эфир, или масло Шервуда (Scherwood oil), кипит около 40 — 60°, уд. вес около 0,66, употребляется для растворения каучука и извлечения жирных масел;
4. газолин, или канадское масло (canadol), кипит около 70 — 90°, уд. вес около 0,68, применялся как предшествующий и особенно для карбюрирования светильного газа и
5. лигроин (или Dantorth’s oil) кипит при 80 — 120°, уд. вес около 0,7 — 0,72, употреблялся в особых «газовых» лампах, похожих на бензиновые, и для растворения смол в лаке и т. п.

Затем уже следовал по американской номенклатуре ещё выше кипящий бензин.
В Европе же редко следовали этому американскому делению лёгких продуктов перегонки бензина и только отличали от него газолин, как более летучую часть нефти, тем более, что далёкой перевозки легчайшие продукты нефти не выносят, а сырая американская нефть, поступая на заводы Европы, уже мало содержит этих веществ, улетучивающихся при перекачивании, хранении и перевозке.
Бакинская нефть, хотя и содержала менее, чем американская, летучих частей («бензина» и «газолина»), хотя и представляла по содержанию главной своей массы иные углеводороды (см. Нефть), однако заключает те самые углеводороды, которые входят в состав американского газолина. Так, напр., C5H12 получался из бакинской нефти точно так же, как получался из американского газолина.